# Styloperla
Styloperla is een geslacht van steenvliegen uit de familie Styloperlidae. De wetenschappelijke naam van het geslacht is voor het eerst geldig gepubliceerd in 1935 door Wu.

## Soorten
Styloperla omvat de volgende soorten:
- Styloperla flectospina (Wu, 1962)
- Styloperla inae Chao, 1947
- Styloperla jiangxiensis Yang & Yang, 1990
- Styloperla obtusispina (Wu, 1973)
- Styloperla spinicercia Wu, 1935
- Styloperla wui Chao, 1947